# Em là định mệnh của anh
Em là định mệnh của anh (tên tiếng Thái: เธอคือพรหมลิขิต, tên tiếng Anh: You're my destiny) là phim truyền hình Thái Lan được phát sóng vào năm 2017. Bộ phim chuyển thể từ bộ phim ăn khách của Đài Loan Định mệnh anh yêu em do Trần Kiều Ân và Nguyễn Kinh Thiên thủ vai chính năm 2008. Thái Lan là quốc gia thứ ba làm bộ phim này sau Hàn Quốc năm 2014. Phim với sự tham gia của Sukrit Wisedkaew và Esther Supreeleela thủ vai, đây là lần thứ hai họ hợp tác khi Esther là diễn viên đóng MV của Bie trước đó.
Bộ phim phát sóng 17 tập thứ hai và thứ ba hàng tuần trên kênh One HD bắt đầu từ ngày 04/09/2017. Sau tập 8 kết thúc, bộ phim tạm thời ngừng phát sóng do lễ quốc tang vua Thái một tháng và bộ phim hiện đang được phát sóng trở lại.
Bộ phim này cũng thu hút nhiều khán giả đặc biệt là cộng đồng mạng Việt Nam, trên trang Zing TV, bộ phim đạt lên đến 5,8 triệu lượt xem.

## Nội dung
"Nếu cuộc sống thật sự tồn tại số phận, thì sự bắt đầu giữa tôi và anh có đúng là 'Định Mệnh' hay không?".
Wanida (Esther) là một cô gái văn phòng điển hình trong cuộc sống ngày nay. Với cặp mắt kính dày cộm, ngoại hình cực kì phổ thông, tính cách vô cùng thật thà... Wanida thường xuyên được các đồng nghiệp trong công ty "hỏi thăm" với cách mà không ai muốn. Pawut (Bie) là Tổng giám đốc của một công ty danh tiếng, anh sỡ hữu vẻ ngoài lịch lãm, thông minh... Hơn như thế nữa là Pawut là một người rất chung tình. Anh đã có bạn gái và luôn hết mực yêu thương, chiều chuộng với cô gái đó. Mọi chuyện sẽ chẳng có gì xảy ra nếu như Wanida và Pawut không cùng nhau đặt chân lên chiếc tàu đó để rồi thần tình yêu đã đưa họ đến với nhau bằng một đêm tình bất đắt dĩ. Sau đó Wanida phát hiện mình có thai và Pawut bắt buộc phải chịu trách nhiệm với cô. Cả hai kết hôn với nhau khi cả Pawut lẫn Wanida vẫn chưa hề biết gì về đối phương cả. Liệu tình yêu có đến với Pawut và Wanida hay không? Hành trình mà họ đến được với nhau sẽ đầy thử thách hay cực kì suôn sẻ như nguyên nhân họ cưới nhau ban đầu?

## Diễn viên
- Sukrit Wisedkaew vai Pawut Krisheepanine
- Esther Supreeleela vai Wanida "Nid” Carreon-Krisheepanine
- Charebelle Lanlalin vai Kaekai
- Porapat Srikajorn vai Taya
- Duangta Toongkamanee vai Phatchani Charon-Krisheepanine (bà của Pawut)
- Rudklao Amratisha vai Bangorn (mẹ Wanida)
- Wattana Kumthorntip vai Apichat (trợ lý Pawut)
- Tee Doksadao vai Sano Carreon
- Mayurin Pongpudpunth vai Darika Charon (mẹ kế Pawut)
- Natthakrit Kasetphiban vai Supakorn (con riêng Darika)
- Warawut Poyim vai Sompong
- Passakorn Ponlaboon vai Ampha (chị gái Wanida)
- Pakakanya Charoenyos vai Fah (bạn Wanida)
- Punpop Sitang vai Amphai
- Thira Chutikul vai Benny
- Sirin Kohkiat vai Chun
- Kitkasem Mcfadden vai Thonwat (bạn trai cũ Wanida)
- Suchada Poonpattanasuk vai mẹ Kaekai
- Wisit Yuthiyong vai ông nội

## Xếp hạng
Trong bảng thống kê màu xanh là tập có xếp hạng thấp nhất và màu đỏ là tập có xếp hạng cao nhất.
| Tập       | Ngày phát sóng | Rating |
| --------- | -------------- | ------ |
| 1         | 04/09/2017     | 1.20   |
| 2         | 05/09/2017     | 1.50   |
| 3         | 11/09/2017     | 1.50   |
| 4         | 12/09/2017     | 2.10   |
| 5         | 18/09/2017     | 2.10   |
| 6         | 19/09/2017     | 2.40   |
| 7         | 25/09/2017     | 2.60   |
| 8         | 26/09/2017     | 2.50   |
| 9         | 30/10/2017     | 3.10   |
| 10        | 31/10/3017     | 3.65   |
| 11        | 06/11/2017     | 4.03   |
| 12        | 07/11/2017     | 3.80   |
| 13        | 13/11/2017     | 3.90   |
| 14        | 14/11/2017     | 4.40   |
| 15        | 20/11/2017     | 3.80   |
| 16        | 21/11/2017     | 4.00   |
| 17 (Cuối) | 27/11/2017     | 4.40   |
|           | Trung bình     | 3.00   |

## Ca khúc nhạc phim
- เธอคือพรหมลิขิต / Tur Keu Prom Likit - Sukrit Wisedkaew
- เอะใจ / Eh Jai - Sukrit Wisedkaew
- SMILE - Sukrit Wisedkaew
- คิดถึงเหลือเกิน / Kit Teung Leua Gern - Sukrit Wisedkaew
- เธอสวย / Tur Suay - Sukrit Wisedkaew
- Because You Loved Me - Daniel Briones (GMA Philippin)

## Chiếu tại quốc gia khác
- Tại Philippines, bộ phim chiếu trên đài GMA Network từ ngày 04 tháng 06 năm 2018, một phần của GMA The Heart of Asia's kỷ niệm 15 năm. Đây cũng là bộ phim Thái Lan đầu tiên chiếu tại Philippin.Rating cao nhất là 7.8 và thấp nhất là 5.0
- Đạt 1,2 tỷ lượt xem trên web Trung Quốc. Nhận giải thưởng phim Thái Lan có đóng góp xuất sắc cho truyền thông.[4][5]